# John Stewart Bell
John S. Bell (28 de juny de 1928 – 1 d'octubre de 1990) va ser un físic conegut per formular el teorema de Bell.

## Joventut
Bell va nàixer a Irlanda del Nord i es va graduar en física experimental en la Universitat Queen's de Belfast, el 1948. Va obtenir el seu doctorat a Birmingham com a especialista en física nuclear i teoria de camp quàntic. La seua carrera laboral va començar en la British Atomic Energy Agency, a Malvern (parròquia civil), Gran Bretanya, i en l'Establiment de recerca atòmica de Harwell. Després de diversos anys, es va traslladar al CERN. Va treballar quasi exclusivament en física teòrica de partícules i en disseny d'acceleradors, però la seva afició eren els fonaments de la teoria quàntica.

## Desigualtat de Bell
El 1964, va escriure un text (ref. 1 p. 14) titulat On the Einstein-Podoslky-Rosen paradox (Sobre la paradoxa Einstein-Podoslky-Rosen). En eix treball, va mostrar alguns trets particulars de la paradoxa EPR, derivant així en la desigualtat de Bell, que és aplicada en mecànica quàntica per a quantificar matemàticament les implicacions plantejades teòricament en la paradoxa EPR i permetre així la seua demostració experimental.
El teorema de Bell posa en evidència el principi de les causes locals (principi que postula que el que ocorre en una regió de l'espai no depèn de variables controlades per un experimentador en una altra regió distant), i sembla donar a entendre que el nostre univers és "no local", que no té parts separades (estalvi per a la nostra percepció) i que existeixen unes variables desconegudes "no locals".

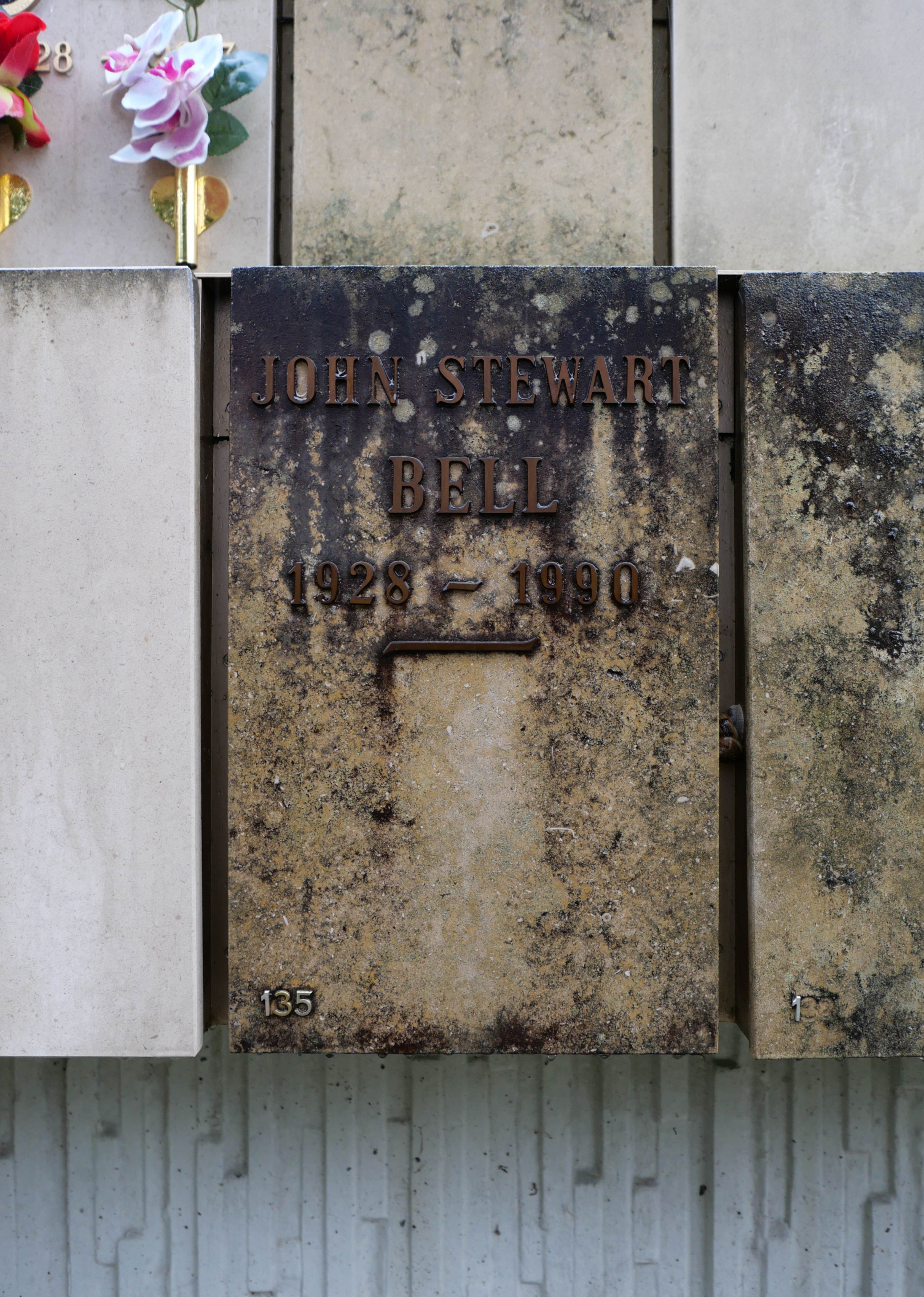
La tomba de l'urna el 2024.

El seu teorema va demostrar que el principi de les causes locals és incompatible amb les prediccions estadístiques de la teoria quàntica.

## Mort
John S. Bell es va morir inesperadament el 1990 d'una hemorràgia cerebral.
Les seves restes van ser cremades. L'urna que contenia les seves cendres va ser enterrada al Columbarium del Cementiri de Saint-Georges a Ginebra.